# Ephedra chilensis
Ephedra chilensis, conocida como pingopingo, pinku-pinku o solupe chileno es una planta herbácea de la familia Ephedraceae endémica de Chile (desde Atacama a Ñuble) y presente en algunas zonas de Argentina que crece en terrenos secos, pedregosos y en pendientes pronunciadas hasta los 3.000 m s. n. m. La planta resiste temperaturas bajas de hasta -15° a -20 °C. 

## Características
Es un arbusto leñoso dioico, parecido a la cola de caballo de hasta 1,5 m de altura con hojas diminutas y escamosas. Las flores se agrupan en amentos. El "fruto" realmente es un estróbilo con brácteas carnosas con dos carpelos y una semilla.

## Usos
Los "frutos" (estribillos) son comestibles, y tienen consistencia jugosa y sabor dulce. Se consumen frescos o se utilizan para elaborar jugos u otras preparaciones. 
En la medicina popular la infusión de ramas y raíces se usa como diurético y contra afecciones urinarias; y se le atribuyen efectos afrodisíacos. Su decocción se usa para descongestionar las vías respiratorias, contra la tos y el asma; y se le atribuye la propiedad de purificar la sangre. Sin embargo, medicinalmente, se recomienda su uso con precaución, ya que muchas de sus propiedades se deben a la presencia del alcaloide efedrina presente en las diferentes especies de efedras, y debido a sus efectos adversos, no es aconsejable utilizar las plantas de efedra de forma casera.
Recientemente se ha estudiado que el extracto de E. chilensis puede utilizarse para el desarrollo de nuevos fármacos contra el cáncer de mama y de próstata.